# 特兴街道
特兴街道，原为特兴镇，是中华人民共和国四川省泸州市龙马潭区下辖的一个乡镇级行政单位。2018年撤镇设街道。。区划代码改为510504009。2019年12月，撤销长安镇，将其所属行政区域划归特兴街道管辖。

## 行政区划
特兴街道下辖以下地区：
特兴街村社区、走马村、魏园村、奎丰村、河湾村、罗沙村、安民村和桐兴村。